# همکاری جنوب–جنوب
همکاری جنوب-جنوب اصطلاحی است که توسط سیاست‌مداران و دانشگاهیان برای توصیف تبادل منابع، فناوری‌ها و دانش‌ها بین کشورهای در حال توسعه که به نام جنوب جهانی نیز شناخته می‌شوند به کار می‌رود.

## تاریخچه
پس از کنفرانس آسیایی-آفریقایی باندونگ در اندونزی، همکاری جنوب-جنوب شکل گرفت. در این کنفرانس رئیس‌جمهور سوکارنو اظهار داشت: ما اکنون آزاد و مستقلیم. ما اکنون مالک خانه خود هستیم. ما نیازی به دخالت قاره‌های دیگر نداریم.

## چین در جنوب جهانی
چین، به عنوان یکی از مهم ترین اعضای جنوب جهانی، مصمم است که دست در دست با بازارهای نوظهور و کشورهای در حال توسعه به فعالیت بپردازد. در سیزدهمین نشست مشاوران امنیت ملی بریکس و نمایندگان عالی امنیت ملی که در ۲۵ جولای 2023 در ژوهانسبرگ برگزار شد، وانگ یی، وزیر امور خارجه چین اعلام کرد که همه کشورها باید در چهار زمینه با یکدیگر همکاری کنند: حذف درگیری ها و ایجاد صلح مشترک؛ تقویت نشاط و ترویج توسعه؛ فراگیری و پیشرفت مشترک؛ و دستیابی به وحدت و همکاری.